# Trichaeta teneiformis
Trichaeta teneiformis är en fjärilsart som beskrevs av Walker 1856. Trichaeta teneiformis ingår i släktet Trichaeta och familjen björnspinnare. Inga underarter finns listade i Catalogue of Life.